# Donald Allan Darling
Donald Allan Darling (ur. 1915, zm. 2014) – amerykański statystyk, współtwórca testu Andersona-Darlinga.